# Polygaster brasiliensis
Polygaster brasiliensis là một loài ruồi trong họ Tachinidae.